# NGC 3934
NGC 3934 (również PGC 37170 lub UGC 6841) – galaktyka spiralna (Sb), znajdująca się w gwiazdozbiorze Lwa. Odkrył ją Alphonse Borrelly w 1871 roku.